# Lukavec (Ivanec)
Lukavec is een plaats in de gemeente Ivanec in de Kroatische provincie Varaždin. De plaats telt 137 inwoners (2001).